# 왕찬
왕찬(王粲, 177년 ~ 217년 음력 1월 24일)은 중국 후한 말기의 관료이자 문장가로, 자는 중선(仲宣)이며 연주 산양군 고평현(高平縣) 사람이다. 태위 왕공의 증손이자 사공 왕창의 손자이다.

## 생애
아버지 왕겸(王謙)은 대장군 하진의 장사(長史)였는데, 하진은 왕겸의 집안이 삼공을 배출한 곳이었으므로 인척 관계를 맺으려고 자신의 두 딸을 보여 둘 중 한 명과 혼인하도록 보냈지만 왕겸은 이를 거절한 이유로 면직되어 머지않아 후에 질병으로 집에서 죽었다.
헌제가 동탁 때문에 장안으로 천도하였을 때 왕찬 또한 장안으로 이주하였다. 좌중랑장(左中郎將) 채옹의 눈에 들었는데 그를 만나보고 기이하다고 생각했다.
그 당시 채옹은 재능과 학문이 탁월하여 조정에서 귀하게 여기고 중요시 하였으며, 항상 빈객들의 말과 수례가 채옹이 사는 마을과 채옹의 집을 가득 메웠다.
그런 채옹도 왕찬이 문밖에 있다는 말을 듣고는 신발까지 거꾸로 신고 나가 그를 영접하였고, 왕찬이 들어오자 빈객들은 그가 나이가 어리고 생김새가 작고 초라했으므로 모두 매우 놀랐는데, 채옹이 말했다.
"이 사람은 왕공(王公)의 손자로서 뛰어난 재주를 갖고 있으며, 나도 그보다 못하오. 그러니 우리 집에 있는 서적과 문학 작품을 모두 그에게 주어야겠소."라고 했었다.
왕찬은 17세에 사도 순우가의 초빙을 받아 조서를 받아 황문시랑(黃門侍郞)으로 임명되었지만, 당시 장안이 혼란스러웠으므로 취임하지 않고, 형주로 가서 유표에게 의탁했다.
유표는 왕찬의 용모가 추하고 신체가 허약하지만 대범한 성격이었음을 알았지만 중용하지 않았다.
유표가 죽은 후 왕찬은 유표의 아들 유종에게 조조에게 항복할 것을 권했고, 유종이 왕찬과 다른 신하들의 의견대로 조조에게 항복하게 되자 왕찬 역시 조조에게 초빙받아 그를 섬기게 되었고 승상연(承相椽)으로 임명되었으며, 관내후의 작위를 하사받았다. 후에 왕찬은 군모제주(軍謀祭酒)로 승진했으며 위나라가 건립되고 나서는 시중(侍中)으로 임명되었다.
또한 조조가 옛 제도를 참고하여 의례(義禮) 제도를 제정할 때에는, 반드시 왕찬에게 책임자를 맡겼다.
그 후 건안 21년, 조조를 따라 오나라를 정벌했으며, 이듬해인 건안 22년 봄, 길에서 41세로 병사했다.
저작으로는 시(詩) ,부(賦) ,논(論) ,의(議)를 모두 합쳐 60편 정도가 있는데, 대표적인 시로는《종군시(從軍詩)》와《칠애시(七哀詩)》가 있으며, 역사서인 《영웅기(英雄記)》도 편찬했다.

## 일화
조조가 한수(漢水) 해안가에서 주연을 베푼 일이 있었는데, 왕찬이 축배를 들면서 다음과 같이 원소(袁紹)와 유표를 비판하고, 조조에게는 축하의 말을 했다.
"지금 원소는 하북에서 일어났으며, 의지하는 사람이 많고 뜻을 세워 천하를 겸병하려고 합니다. 그러나 그는 현인을 좋아할 뿐 기용하지 못하기 때문에 재능있는 선비들도 그를 떠납니다. 또 유표는 어리석게도 형초(荊楚) 땅에서 중원의 전란에 아랑곳하지 않고 앉아서 시세 변화를 관망하는 것만으로 스스로 주나라 문왕(文王) 같은 명군이 될 수 있다고 생각했습니다. 당시에 난세로부터 자신을 지키기 위해 형주에 의탁한 선비들은 모두 이 나라의 준걸들이었으나, 유표는 그들을 등용할 줄을 몰랐으므로 자신의 나라가 위태로웠을 때에도 그를 보좌하는 사람이 없었습니다. 반면에 밝으신 공께서는 기주를 평정하던 날에 수레에서 내려 군대를 정돈하고, 그곳의 호걸들을 받아들이고 기용하여 천하를 평정했습니다. 또한 장강과 한수 지역을 평정하여 그곳의 인자들과 현인을 초빙하여 그들을 관직에 올려놓고, 천하로 하여금 당신에게 마음이 돌아가도록 하여 당신의 풍채를 바라보고 다스림 받기를 원하도록 했습니다. 문인과 무인이 함께 기용되고, 영웅들은 공을 위해 힘을 다하고 있으니 이것이 바로 삼왕(三王)과 같은 품행입니다."
또 왕찬이 기억력이 좋았음을 말해 주는 일화가 두 개 있다. 어느 날 왕찬이 다른 사람들과 길을 걸어가다가 길가에 세워진 비석을 읽었는데, 사람들이 그에게 물었다.
"당신은 이 비석의 내용을 암송할 수 있습니까?"
왕찬이 대답했다.
"할 수 있소."
사람들은 그에게 등을 돌리게 하고 비석의 내용을 외우도록 했는데, 왕찬은 이를 한 글자도 빠뜨리지 않고 달달 외웠다. 한 번은 다른 사람들이 바둑 두는 것을 구경하고 있었는데, 바둑을 두던 사람이 실수로 바둑알을 흩어 버렸다. 그러자 그 광경을 본 왕찬은 바둑알의 위치를 하나도 틀리지 않고 원래 모양대로 복원시켰다. 바둑을 두던 사람들은 믿을 수 없다며 이번에는 수건으로 왕찬이 바둑알을 올려 놓았던 바둑판을 가리고, 다시 다른 바둑판에 바둑알을 놓게 한 후 수건으로 가렸던 바둑판과 비교해 보았는데, 역시 한 알도 틀리지 않았다.
왕찬은 계산에 능한 성격이였으므로, 산법(算法)을 만들기도 했고, 글도 잘 지어 붓을 들면 바로 문장이 이루어졌으며. 문장이 너무 뛰어났으므로 절대 한번 쓴 문장은 고치는 일이 없었다. 사람들은 왕찬이 항상 전부터 그 글을 기억해 놓았다가 쓴 것이라고 생각했지만,
아무리 여러번 생각해 보아도 그를 뛰어넘을 수는 없었다.

## 가족 관계
아들이 두 명 있었는데, 왕찬이 죽은 지 2년 후인 건안 24년 위풍(魏風)이 반란을 일으키자 이에 연루되어 둘 모두 처형되었고, 왕찬의 대는 끊기고 말았다.

## 평가

### 조비의 평가
후에 위나라 문제(文帝)로 즉위한 조비(曹丕)는 오관장(五官將)으로 있던 시절, 동생인 평원후(平原侯) 조식(曹植)과 함께 문학을 좋아하여,왕찬, 그리고 같은 건안칠자인 서간(徐幹), 진림(陳琳), 완우(阮瑀), 응창(應瑒), 유정(劉楨)을 친구로 사귀었다.
조비는 건안칠자들이 모두 죽은 후,
원성현(元城縣)의 현령 오질(吳質)에게 편지를 써서 다른 건안칠자들과 함께 왕찬에 대한 평가도 하였다.
"중선(왕찬)은 사(辭)와 부(賦)에 뛰어났지만, 안타깝게도 그 몸이 병약한 까닭에 문장을 세우지 못했소. 그러나 그가 만든 작품은 너무 뛰어나 고인들도 그의 재주를 넘지 못하오."
그리고 조비는 덧붙여, 건안 칠자 모두를 이렇게 평가했다.
"옛날 백아(伯牙)는 유일하게 자기의 거문고 소리를 알아주는 친구였던 종자기(鍾子期)가 죽자, 거문고 줄을 끊었고,공자(孔子)는 자로(子路)가 죽자 원통하여 육장(肉醬)을 엎었소. 전자는 음악을 이해하는 자의 조우를 애통해 한 것이고, 후자는 자신이 아끼던 제자가 죽은 것 때문에 상심한 것이오. 건안칠자들은 비록 백아나 공자에게 미치지는 못해도 한 시대의 준걸이오."

## 같이 보기
- 삼국지 인물 목록